# Kathedrale von Dili

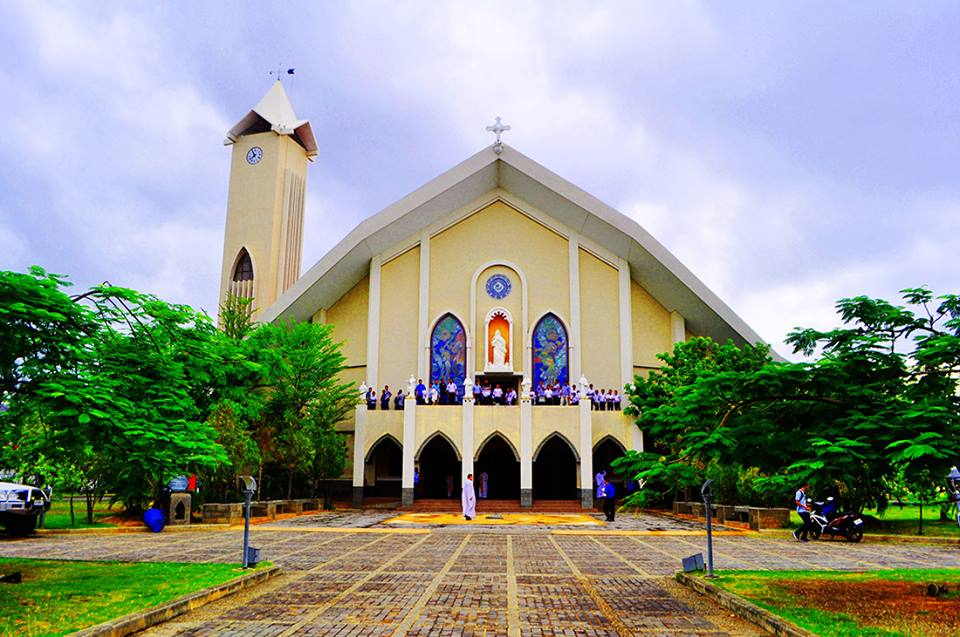
Kathedrale von Dili

Die römisch-katholische Kathedrale der Unbefleckten Empfängnis (Catedral da Imaculada Conceição) ist die Kathedrale von Dili, der Landeshauptstadt Osttimors. Sie ist der Bischofssitz des Erzbistums Dili und liegt im Suco Vila Verde (Verwaltungsamt Vera Cruz).

## Architektur
Die Kathedrale gilt als die größte Kirche Südostasiens. Sie hat eine Grundfläche von 1.800 Quadratmetern, das gesamte Areal misst 10.000 Quadratmeter. Sie verfügt über eine Klimaanlage. In der Kathedrale wird eine Marienstatue aus Fátima aufbewahrt, die zur Entlassung Osttimors in die Unabhängigkeit 2002 aus Portugal nach Osttimor gebracht wurde und drei Wochen durch das Land reiste, bevor sie am Unabhängigkeitstag nach Dili kam. Sie ist die Schutzpatronin des Landes.

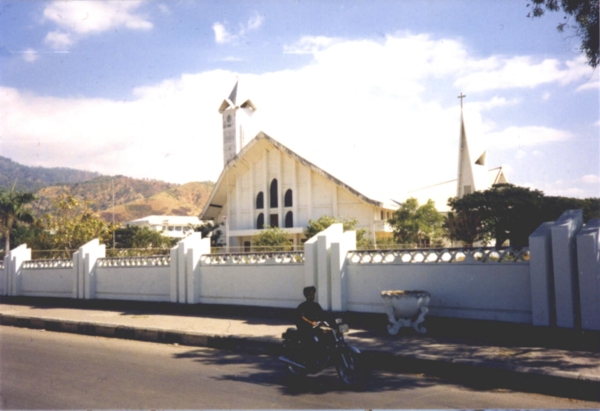
2002
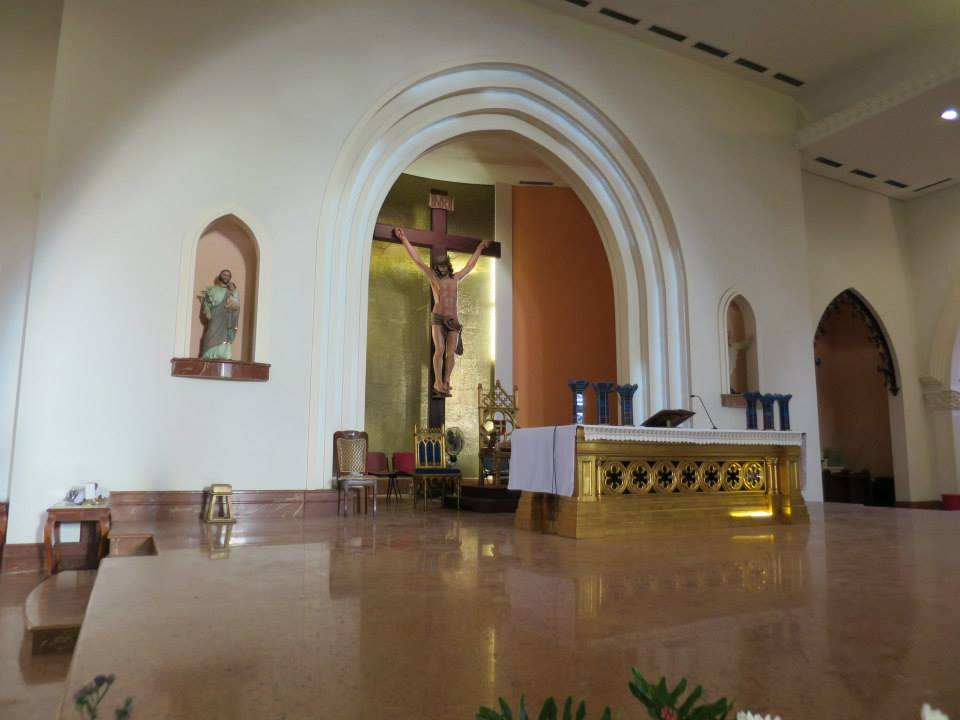
Altar
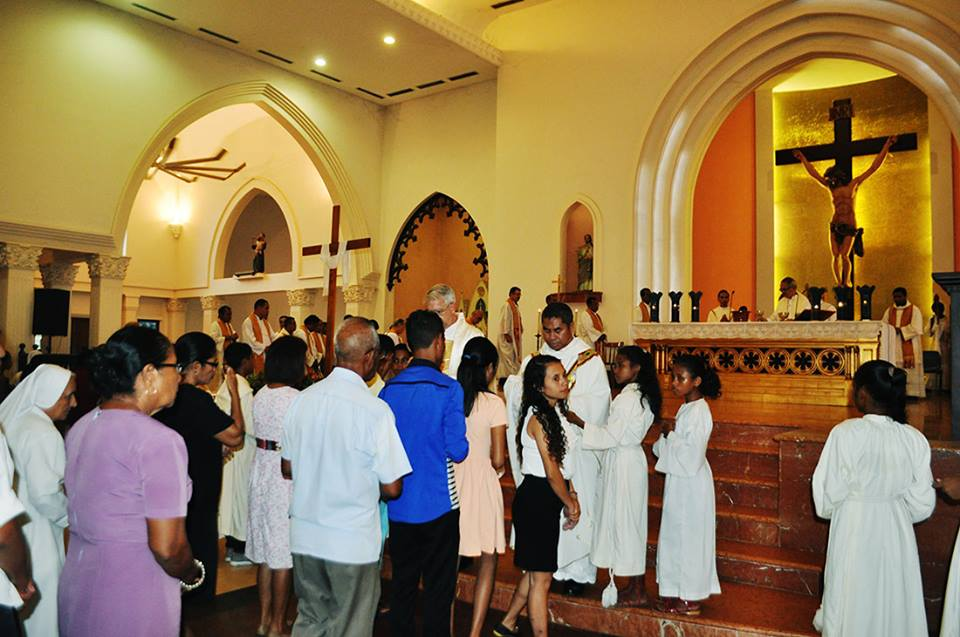
Gottesdienst
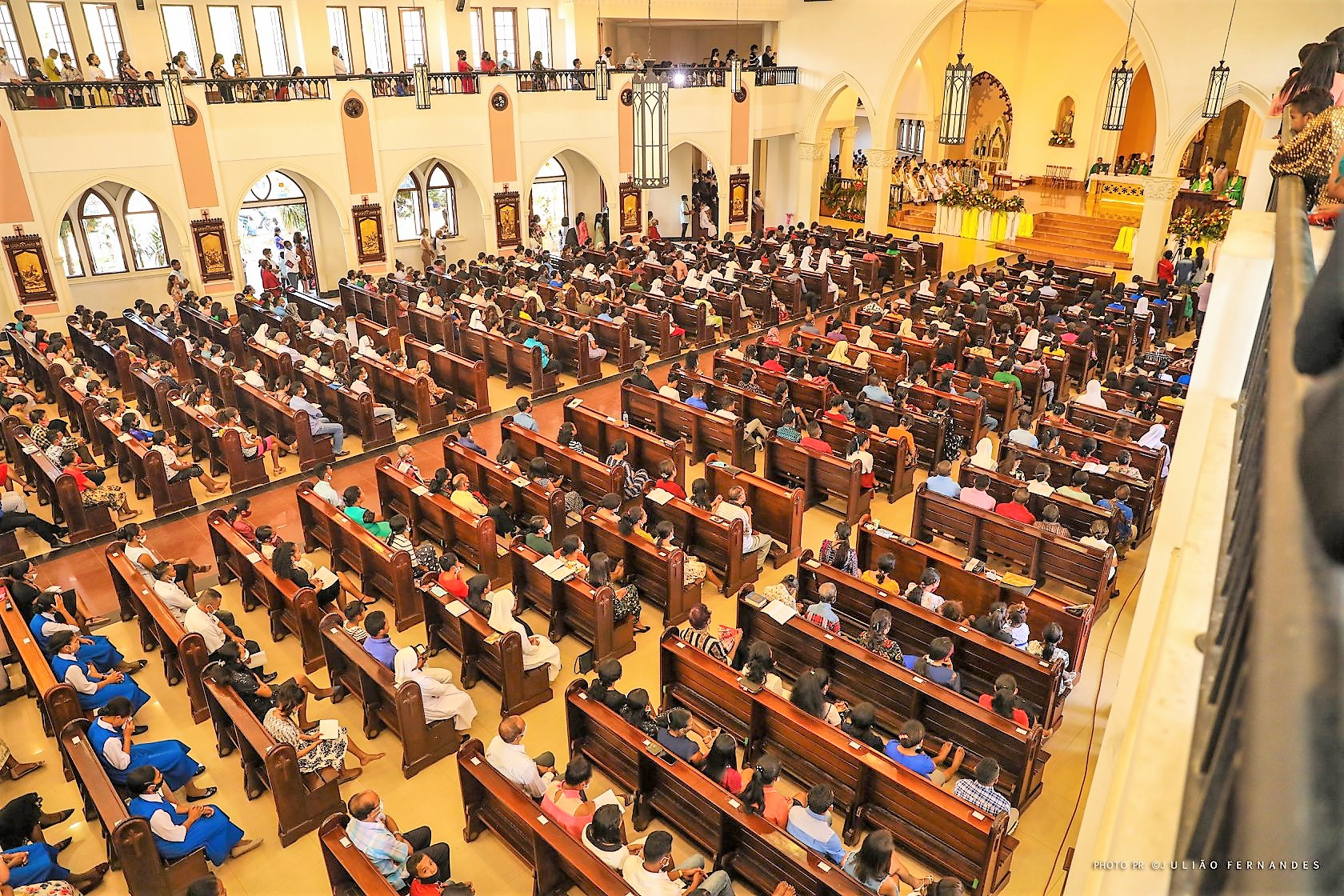
Blick auf die Gemeinde
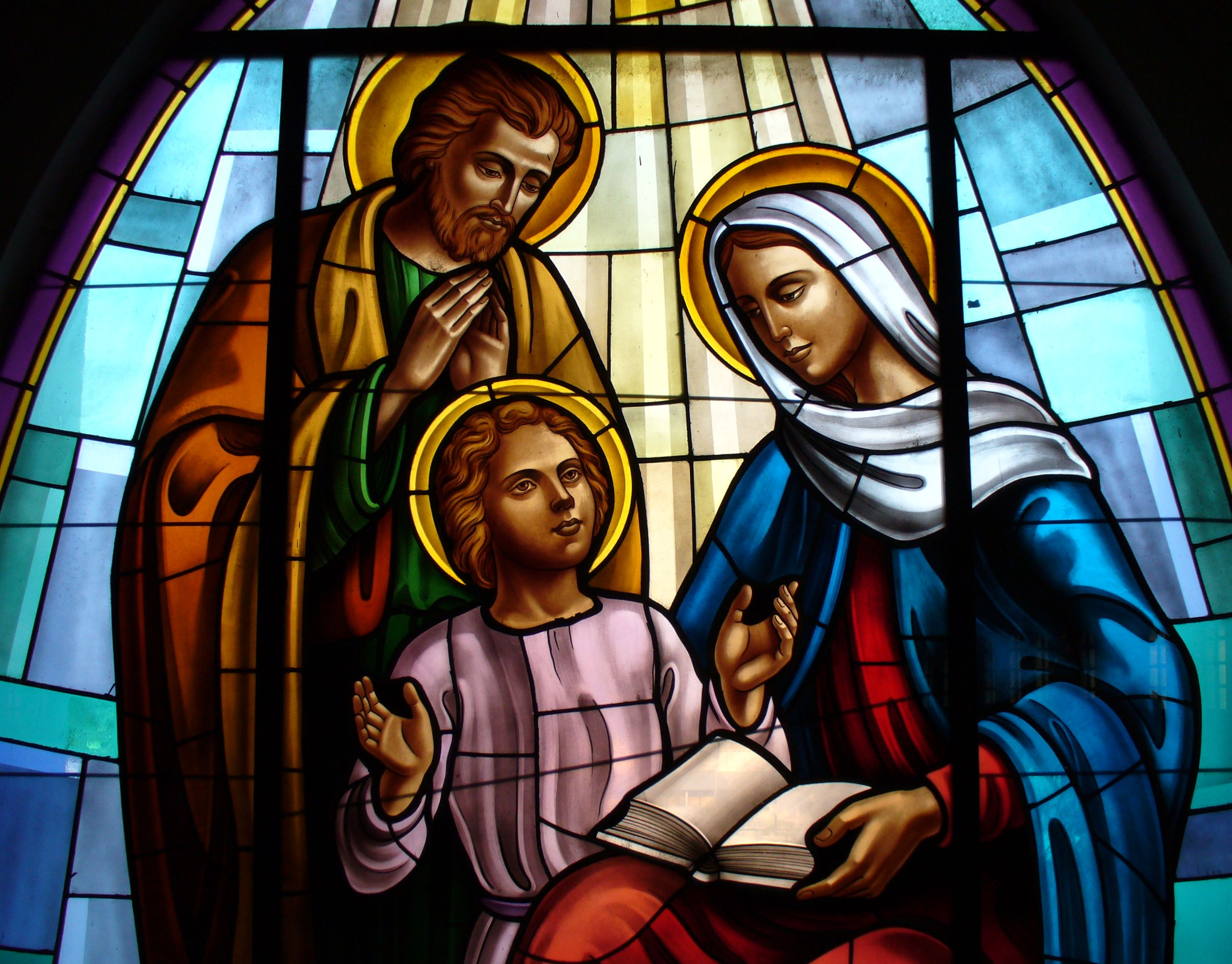
Kirchenfenster

## Geschichte

Hauptkirche Dilis (1905)

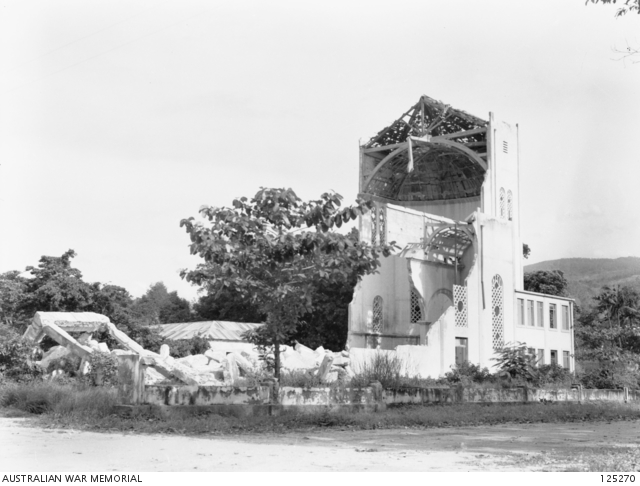
Die im Zweiten Weltkrieg zerstörte Kathedrale Dilis (1946)

Auf dem Gelände des heutigen Nationalparlaments Osttimors befand sich die zwischen 1867 und 1877 erbaute Hauptkirche (portugiesisch Igreja matriz) Dilis, bis diese 1933 der ersten Kathedrale der Stadt weichen musste. Der 1937 eingeweihte neoklassizistische Bau wurde aber im Zweiten Weltkrieg zerstört. Bis zur Einweihung der heutigen Kathedrale diente die 1955 gebaute Kirche Santo António de Motael als Kathedrale des Bistums.
Die Planungen zum Bau der neuen Kathedrale begannen 1984. Der moderne Bau wurde 1988 vom indonesischen Präsidenten Suharto eröffnet und ein Jahr später von Papst Johannes Paul II. geweiht. Zu diesem Zeitpunkt war Osttimor von Indonesien besetzt. 2009 wurde die Kathedrale für zwei Millionen US-Dollar renoviert.
2006 suchten infolge der Unruhen in Osttimor über 10.000 Menschen Schutz auf dem Gelände der Kathedrale.
Pater José António war mehr als 30 Jahre Generalvikar und Pfarrer der Kathedrale, bis er am 28. Dezember 2022 starb. Ihm folgte im neuen Jahr Leandro Maria Alves, der aber bereits am 26. April zum neuen Bischof von Baucau ernannt wurde.